# Van Allen-bælterne
Van Allen-bælterne er navnet på to bælter med ioniserende stråling, der ligger omkring Jorden. Bælterne er opkaldt efter astronomen James Alfred Van Allen.
Bælterne, som er med til at mindske strålingen på Jorden, opstår når ladede partikler fra solvinden rammer ind i Jordens magnetfelt og derved bremses/afbøjes.
Eksistensen af bælter med ladede partikler blev opdaget af den amerikanske satellit Explorer 1, der i 1958 flere gange passerede igennem bælterne. En geigertæller om bord registrerede på disse tidspunkter absolut ingen stråling, hvilket korrekt blev tolket som en så kraftig stråling, at tællerens geiger-müllerrør blev "mættet".
I nærheden af Vík í Mýrdal, Island, blev der i 1964 og 1965 fra en mobil afskydningsrampe affyret fire franske Dragon raketter med fire små ubemandede rumfartøjer (sonder) med måleinstrumenter. Sondernes formål var at studere Van Allen-bælterne.
Man har opdaget at antiprotoner findes i et bælte mellem det indre Van Allen-bælte og det ydre Van Allen-bælte i jordens magnetosfære.